# Dana Gillespie
Richenda Antoinette de Winterstein Gillespie, conocida artísticamente como Dana Gillespie (Woking, Surrey, 30 de marzo de 1949) es una actriz inglesa, cantante y compositora.
Gillespie ha grabado más de 45 álbumes y aparecido en musicales (Jesucristo Superstar) y varias películas. Su producción musical ha progresado desde el pop y folk en los inicios de su carrera al rock y el blues.

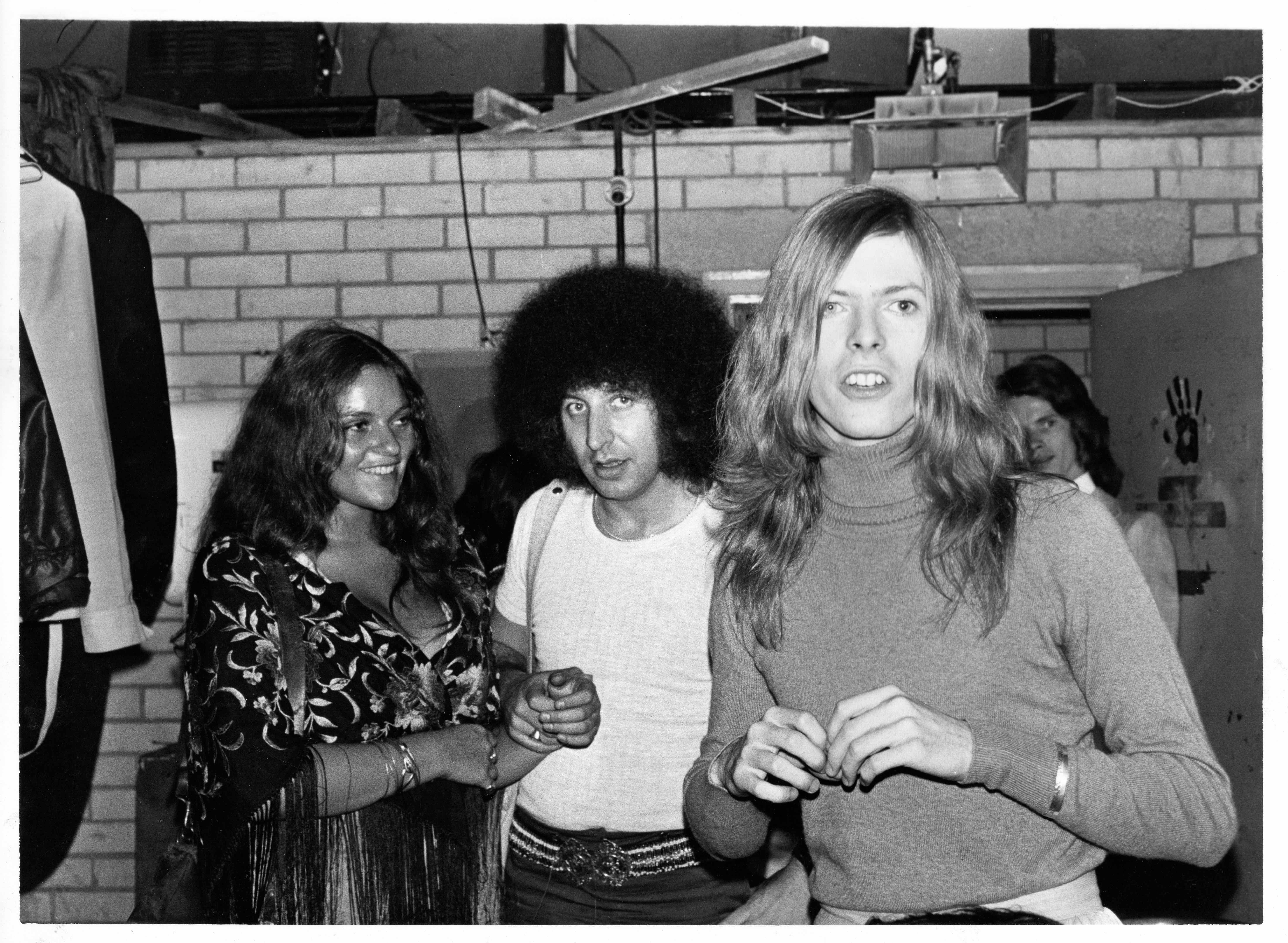
Dana Gillespie, Tony Defries y David Bowie en el Andy Warhol's Pork en la Roundhouse de Londres en 1971.

## Trayectoria artística
Graba inicialmente en el género folk en los 60. Algunos de sus registros como adolescente cayeron en la categoría del pop, como su single de 1965 "Gracias Chico", escrito por John Carter y Ken Lewis y producido por Jimmy Page. Después de actuar apoyando vocales en la pista "It Aint't Easy" del álbum de David Bowie,  Ziggy Stardust, graba un álbum producido por Bowie y Mick Ronson, en 1973, Weren't Born a Man. Los registros siguientes fueron de blues, apareciendo con la Londres Blues Band. Destaca por ser la María Magdalena original en la primera producción en Londres de la obra de Andrew Lloyd Webber Jesucristo Superstar, en el Teatro Palace, en 1972. También apareció en el álbum original de Londres de la obra. Durante los 80 Gillespie fue miembro del grupo austríaco Mojo Blues Band.
Es seguidora del gurú espiritual indio Sri Sathya Sai Baba. Actuó en su Indian ashram en varias ocasiones y también grabó trece álbumes en sánscrito.
Gillespie es la organizadora del festival anual de Blues en el Basil's Bar en Mustique en el Caribe, durante quince días al final del enero y el festival ya está en su decimoctavo año. La banda de la casa es la Londres Blues Band, la cual consta de Dino Baptiste (piano), Jake Zaitz (guitarra), Mike Paice (saxo), Jeff Walker (bajo) y Evan Jenkins (batería) pero hay también otras actuaciones. En 2005, Mick Jagger apareció como invitado y cantó canciones como: "Honky Tonk Women",  "Dust My Broom" y "Goin' Down" y también otros muchos artistas de blues han aparecido allí a través de los años, como Big Joe Louis, Joe Louis Walker, Billy Branch, Shemekia Copeland, Ronnie Wood, Donald Fagen, Rolf Harris, Ian Siegal, Larry Garner, Eugene Bridges, Big Jay McNeeley, Earl Green y Zach Prather.
En 2024 participa en la final para elegir al representante de la República de San Marino en el Festival de la Canción de Eurovisión 2024: Una voce per San Marino, y lo hace con una canción de tema ecologista creada por IA The last polar bear, quedando en séptima posición.

## Discografía seleccionada
- Foolish Seasons (Decca, 1967)
- Box of Surprises (Decca, 1969)
- Jesus Christ Superstar (Original London Cast Recording) (MCA, 1973)
- Weren't Born a Man (RCA, 1973)
- Ain't Gonna Play No Second Fiddle (RCA, 1974)
- Mojo Blues Band and the Rockin' Boogie Flu (Bellaphon, 1981)
- Blue Job (Ace, 1982)
- Solid Romance (Bellaphon, 1984)
- Below the Belt (Ace, 1984)
- It Belongs to Me (Bellaphon, 1985)
- I'm a Woman (The Blues Line) (Bellaphon, 1986)
- Move Your Body Close to Me (Bellaphon, 1986)
- Hot News (Gig, 1987)Dana Gillespie y la Londres Blues Band, en el 2006 en el Trowbridge Festival
- Sweet Meat (Blue Horizon, 1989)
- Amor (Gig, 1989)
- Blues It Up (Ace, 1990)
- Where Blue Begins (Ariola, 1991)

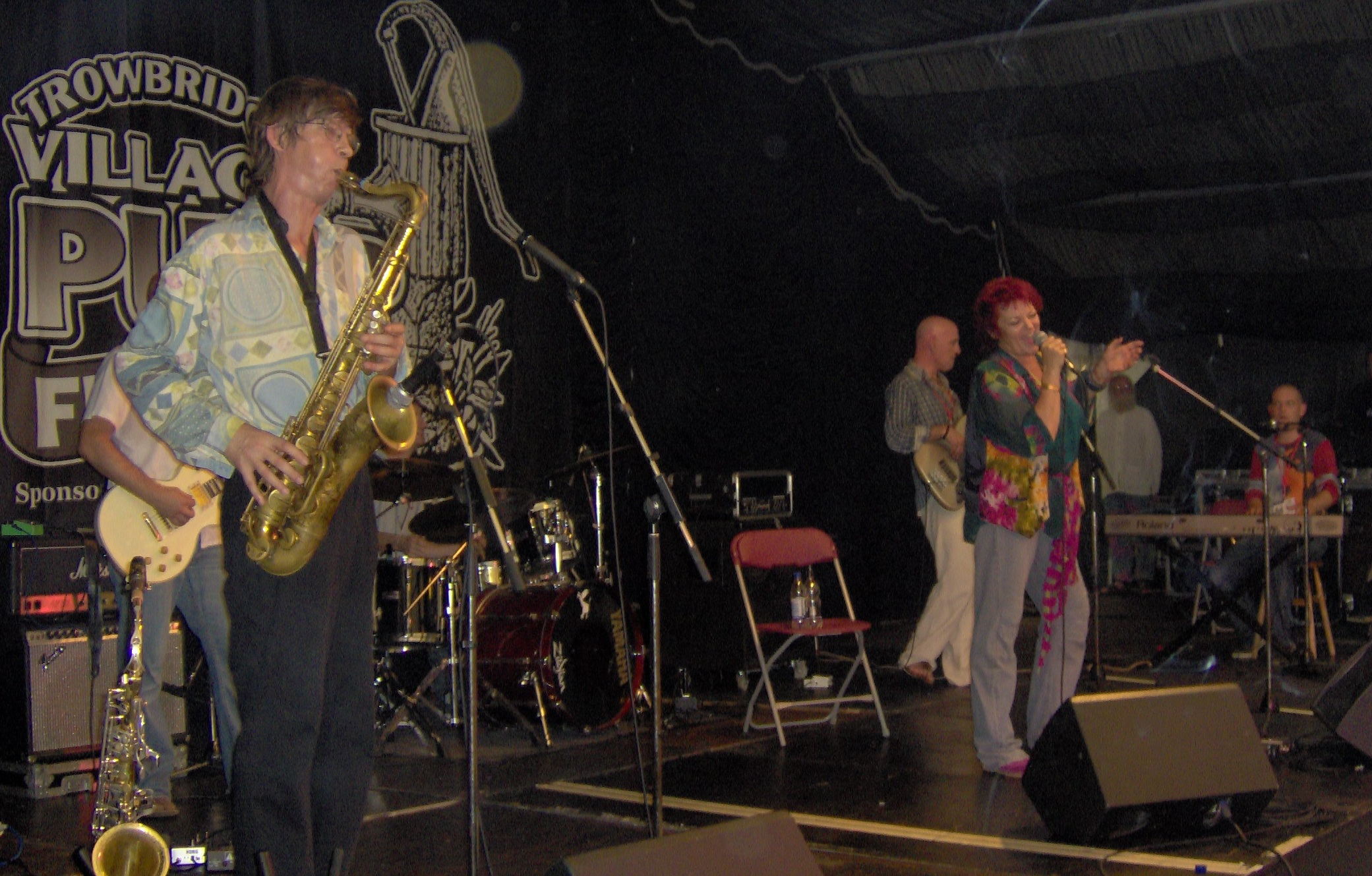
Dana Gillespie y la Londres Blues Band, en el 2006 en el Trowbridge Festival

- Boogie Woogie Nights (with Joachim Palden) (Wolf, 1991)

- Big Boy (with Joachim Palden) (Wolf, 1992)
- Methods of Release (Bellaphon, 1993)
- Andy Warhol (Trident, 1994)
- Blue One (Wolf, 1994)
- Hot Stuff (Ace, 1995)
- Have I Got Blues For You (Wolf, 1996)
- Mustique Blues Festival (yearly since 1996)
- Cherry Pie (with Big Jay McNeely) (Big Jay Records, 1997)
- One to One, Inner View, Dream On (under the pseudonym of Third Man) (1998)
- Back to the Blues (Wolf, 1998)
- Experienced (Ace, 2000)
- Staying Power (Ace, 2003)
- Sing Out (with Shanthi Sisters) (2004)
- Sacred Space (2005)
- Live (with the London Blues Band) (Ace, 2007)
- Eternally Yours (2009)
- Mata Mata (2011)
- I Rest My Case (Ace, 2013)
- Cats Meow (2014)
- Dana Gillespie meets Al Cook – Take It Off Slowly (Wolf, 2018)
- Under My Bed (Ace, 2019)
- Deep Pockets (Ace, 2021)

## Filmografía seleccionada
- Secrets of a Windmill Girl (1966)
- The Vengeance of She (1968)
- The Lost Continent (1968)
- Mahler (1974)
- The People That Time Forgot (1977)
- The Hound of the Baskervilles (1978)
- Bad Timing (1980)
- Scrubbers (1983)
- Parker (1986)
- Strapless (1989)
- Sunday Pursuit (1990)[2]